# Qualificazioni al campionato europeo maschile di calcio 2000 - Gruppo 7

## Classifica
| Pos. | Squadra       | P.ti | G  | V | P | S | RF | RS | DR  |
| ---- | ------------- | ---- | -- | - | - | - | -- | -- | --- |
| 1    | Romania       | 24   | 10 | 7 | 3 | 0 | 25 | 3  | +22 |
| 2    | Portogallo    | 23   | 10 | 7 | 2 | 1 | 32 | 4  | +28 |
| 3    | Slovacchia    | 17   | 10 | 5 | 2 | 3 | 12 | 9  | +3  |
| 4    | Ungheria      | 12   | 10 | 3 | 3 | 4 | 14 | 10 | +4  |
| 5    | Azerbaigian   | 4    | 10 | 1 | 1 | 8 | 6  | 26 | -20 |
| 6    | Liechtenstein | 4    | 10 | 1 | 1 | 8 | 2  | 39 | -37 |

## Risultati
| Arbitro: | Salem Prolić |

|                                                                             |           |  |
| Popescu 18’ C. Munteanu 30’ Ilie 32’, 45’, 53’ Moldovan 56’ Haas 60’ (aut.) | Marcatori |  |

| Arbitro: | Alan Snoddy |

|                                            |           |  |
| Fabuš 17’ Dubovský 26’ (rig.) Moravčík 37’ | Marcatori |  |

| Arbitro: | Urs Meier |

|             |           |                                 |
| Horváth 32’ | Marcatori | 56’, 76’ Sá Pinto 84’ Rui Costa |

| Arbitro: | Stéphane Bré |

|  |           |                                                  |
|  | Marcatori | 59’ Dárdai 85’ (rig.) Illés 88’ Pisont 90’ Fehér |

| Arbitro: | Vladimir Antonov |

|  |           |                                          |
|  | Marcatori | 3’ Sovič 13’ Dubovský 36’, 61’ Tomaschek |

| Arbitro: | Hellmut Krug |

|  |           |                 |
|  | Marcatori | 90’ D. Munteanu |

| Arbitro: | Herbert Barr |

|                      |           |              |
| Frick 48’ Telser 49’ | Marcatori | 59’ Gurbanov |

| Arbitro: | Kim Milton Nielsen |

|            |           |              |
| Hrutka 82’ | Marcatori | 50’ Moldovan |

| Arbitro: | Oğuz Sarvan |

|  |           |                                     |
|  | Marcatori | 17’, 30’ João Pinto 70’ Abel Xavier |

| Arbitro: | Jacek Granat |

|                                                                                   |           |  |
| Sá Pinto 28’ João Pinto 36’, 77’ Paulo Madeira 67’ Conceição 75’ Pauleta 82’, 83’ | Marcatori |  |

| Arbitro: | Costas Kapitanis |

|                                                      |           |  |
| J. Sebők 17’ V. Sebők 33’, 42’, 86’ (rig.) Illés 74’ | Marcatori |  |

| Bucarest 27 marzo 1999, ore 20:30 UTC+2 | Romania       | 0 – 0 referto | Slovacchia | Stadionul Național (9.750 spett.)\| Arbitro: \| Graham Barber \| |
| Arbitro:                                | Graham Barber |               |            |                                                                  |

| Arbitro: | Roelof Luinge |

|  |           |           |
|  | Marcatori | 49’ Petre |

| Bratislava 31 marzo 1999, ore 18:00 UTC+2 | Slovacchia     | 0 – 0 referto | Ungheria | Tehelné pole (19.452 spett.)\| Arbitro: \| Claude Colombo \| |
| Arbitro:                                  | Claude Colombo |               |          |                                                              |

| Arbitro: | Gylfi Thór Orrason |

|  |           |                                                           |
|  | Marcatori | 16’ (rig.), 79’ Rui Costa 49’ Figo 54’, 60’ Paulo Madeira |

| Arbitro: | Knud Stadsgaard |

|                                                 |           |  |
| Gurbanov 16’ Lıçkin 42’ Tagizade 60’ İsayev 73’ | Marcatori |  |

| Arbitro: | Rune Pedersen |

|                         |           |  |
| Ilie 2’ D. Munteanu 15’ | Marcatori |  |

| Arbitro: | Claus Bo Larsen |

|             |           |  |
| Capucho 64’ | Marcatori |  |

| Arbitro: | Željko Širić |

|                                                |           |  |
| Ganea 36’ D. Munteanu 44’ Vlădoiu 50’ Roșu 90’ | Marcatori |  |

| Arbitro: | Manuel Díaz Vega |

|  |           |           |
|  | Marcatori | 53’ Fabuš |

| Arbitro: | Dietmar Drabek |

|                                                                           |           |  |
| Sá Pinto 29’, 45’, 52’ João Pinto 40’, 59’, 67’ Rui Costa 80’, 90’ (rig.) | Marcatori |  |

| Arbitro: | Dermot Gallagher |

|              |           |          |
| Tagizade 51’ | Marcatori | 90’ Figo |

| Vaduz 4 settembre 1999, ore 20:15 UTC+2 | Liechtenstein | 0 – 0 referto | Ungheria | Rheinpark Stadion (1.650 spett.)\| Arbitro: \| Sten Kaldma \| |
| Arbitro:                                | Sten Kaldma   |               |          |                                                               |

| Arbitro: | Graziano Cesari |

|                   |           |                                                   |
| Labant 22’ (rig.) | Marcatori | 6’ Ilie 30’ Hagi 66’ Ciobotariu 88’, 90’ Moldovan |

| Arbitro: | Andreas Georgiou |

|                         |           |  |
| S. Németh 4’ Karhan 55’ | Marcatori |  |

| Arbitro: | Hartmut Strampe |

|          |           |          |
| Hagi 37’ | Marcatori | 45’ Figo |

| Arbitro: | Sašo Lazarevski |

|                                   |           |  |
| Sebők 28’ Egressy 51’ Sowunmi 55’ | Marcatori |  |

| Arbitro: | Kyros Vassaras |

|  |           |            |
|  | Marcatori | 70’ Labant |

| Arbitro: | Andrei Butenko |

|  |           |                         |
|  | Marcatori | 26’ Roșu 65’, 73’ Ganea |

| Arbitro: | Kim Milton Nielsen |

|                                                     |           |  |
| Rui Costa 15’ (rig.) João Pinto 16’ Abel Xavier 58’ | Marcatori |  |

## Statistiche

### Classifica marcatori
8 reti
- João Pinto

6 reti
- Rui Costa
- Ricardo Sá Pinto

5 reti
- Adrian Ilie

4 reti
- Viorel Moldovan
- Vilmos Sebők

3 reti
- Luís Figo
- Paulo Madeira
- Ionel Ganea
- Dorinel Munteanu

2 reti
- Gurban Gurbanov
- Zaur Tagizade
- Pauleta
- Abel Xavier
- Gheorghe Hagi
- Laurențiu Roșu
- Peter Dubovský
- Martin Fabuš
- Vladimír Labant
- Róbert Tomaschek
- Béla Illés

1 rete
- Mirbağır İsayev
- Vyaçeslav Lıçkin
- Mario Frick
- Martin Telser
- Capucho
- Sérgio Conceição
- Liviu Ciobotariu
- Cătălin Munteanu
- Florentin Petre
- Gheorghe Popescu
- Ion Vlădoiu
- Miroslav Karhan
- Ľubomír Moravčík
- Szilárd Németh
- Miroslav Sovič
- Pál Dárdai
- Gábor Egressy
- Miklós Fehér
- Ferenc Horváth
- János Hrutka
- István Pisont
- József Sebők
- Thomas Sowunmi

autoreti
- Modestus Haas (pro Romania)